# 동남리 전천왕사지
동남리 전천왕사지(東南里 傳天王寺址)는 대한민국 충청남도 부여군 부여읍 동남리에 있는, 절 이름과 유래가 전해지지 않은 백제의 절터이다. 1985년 7월 19일 충청남도의 기념물 제53호로 지정되었다.

## 개요
이곳은 절 이름과 유래가 전해지지 않은 백제의 절터이다.
부여읍 구아리에 있는 천왕사터에서 출토된 적이 있는 '천왕(天王)'이란 글자를 새긴 기와가 이곳에서도 나와 두 유적을 구분하기 위해 전천왕사터라고 부른다.
이 절터는 상하로 단이 이루어졌는데, 하층기단은 기와를 이용하여 만든 와적기단으로 기단 규모가 동·서 18.04m, 남·북 14.72m이다. 상층기단은 하층의 와적기단을 파괴한 위에 서 있으며 파괴가 심한 편이다. 와적기단의 남쪽에는 석축시설이 있고 그 안에 구덩이에서 연꽃무늬 와당, 백제토기, 치미 등 백제의 유물들이 많이 나왔다. 또한 주변에서 청동제소탑이 발견되었는데 이는 백제 건축 연구에 중요한 자료가 되고 있다.

## 참고 자료
- 동남리전천왕사지 - 국가유산청 국가유산포털